# Sangay Choden
Este nombre es empleado según las costumbres de Bután. Los butaneses tienen dos nombres, ninguno de los cuales es un apellido o nombre familiar, a menos que la persona que lo lleve sea de la nobleza o la realeza.
La Reina Madre Sangay Choden (nacida el 11 de mayo de 1963) es una de las cuatro esposas y reinas del 4° rey butanés Jigme Singye Wangchuck, quien gobernó en Bután desde 1972 hasta su abdicación en 2006. Ella es la Reina Madre de Bután (Gyalyum Kude).

## Biografía
Su padre, Yab Dasho Ugyen Dorji (1925-2019), fue el fundador y propietario de la Academia Ugyen. Su madre es Yum Thuiji Zam (nacida en 1932).
Fue educada en el Convento de San José, Kalimpong, y en la Escuela de St. Helen, Kurseong, India.
Sus tres hermanos son:
- Lyonpo Sangay Ngedup (n. 1953), ex primer ministro de Bután.
- Dasho Ugyen Tsechup (n. 1964).
- Dasho Topgay (n. 1966).

Sus cinco hermanas son (tres de ellas son las otras Reinas Madres):
- Ashi Beda (n. 1951).
- SM Ashi Dorji Wangmo (n. 1955).
- SM Ashi Tshering Pem (n. 1957).
- SM Ashi Tshering Yangdon (n. 1959), madre del rey Jigme Khesar Namgyel Wangchuck.
- Ashi Sonam Choden (n. 1969).

Fue nombrada Embajadora de Buena Voluntad del Fondo de Población de las Naciones Unidas (UNFPA) en Bután en 1999.
Sangay Choden está particularmente interesada en promover las artes en Bután y en defender la rica herencia cultural del país. Ella es la patrona del Museo Textil de Bután en Timbu, que ella ayudó a establecer en 2001.
Ella también estableció Tara Lhadron Zhingkham Lhakhang, un templo dedicado a las 21 Taras ubicadas en los terrenos del templo, de importancia histórica y espiritual de la Escuela de Astrología Parigzampa en Dechencholing, Timbu.
El 1 de julio de 2011 visitó la Alhambra con su hija, la princesa Ashi Euphelma Choden Wangchuck.

## Descendencia
Ella tuvo, con el exrey, 2 hijos;
| Nombre                                  | Nacimiento                     |
| --------------------------------------- | ------------------------------ |
| Príncipe Dasho Khamsum Singye Wangchuck | 6 de octubre de 1985 (39 años) |
| Princesa Ashi Euphelma Choden Wangchuck | 6 de junio de 1993 (31 años)   |

## Patronatos
- Real Patrona del Museo Textil de Bután.[7]
- Presidente de la Real Academia Textil de Bután (RTAB).[8]
- Fundadora y presidente de RENEW (Respetar, educar, nutrir y capacitar a las mujeres) desde 2004.[9]
- Embajadora de Buena Voluntad para el UNFPA desde 1999.[10]
- Presidente de Honor de la Fundación Gyalyum (Reina Madre).[11][12]

## Títulos, estilos y honores

### Títulos y tratamientos
| ● 11 de mayo de 1963-1979:         | Señora (Ashi) Sangay Choden                                    |
| ● 1979-9 de diciembre de 2006:     | Su majestad la reina Sangay Choden, reina de Bután             |
| ● 9 de diciembre de 2006-presente: | Su majestad la reina madre Sangay Choden, reina madre de Bután |

### Honores
Nacionales
- Medalla conmemorativa del Jubileo de plata del rey Jigme Singye (02/06/1999).[13]
- Medalla de investidura del rey Jigme Khesar (06/11/2008).[14]
- Medalla conmemorativa del centenario de la monarquía (06/11/2008).[13]
- Medalla conmemorativa del 60.º cumpleaños del rey Jigme Singye (11/11/2015).[13]

Extranjeros
- Premio del Fondo de Población de las Naciones Unidas (Categoría Individual, 10/12/2020).[10]

## Ancestros
|  |                                     |  |  |  |  |  |  |  |  |  |  |  |  |  |  |  |
|  | 16. Nob Gyeltshen                   |  |  |  |  |  |  |  |  |  |  |  |  |  |  |  |
|  |                                     |  |  |  |  |  |  |  |  |  |  |  |  |  |  |  |
|  |                                     |  |  |  |  |  |  |  |  |  |  |  |  |  |  |  |
|  | 8. Kuenga Gyeltshen                 |  |  |  |  |  |  |  |  |  |  |  |  |  |  |  |
|  |                                     |  |  |  |  |  |  |  |  |  |  |  |  |  |  |  |
|  |                                     |  |  |  |  |  |  |  |  |  |  |  |  |  |  |  |
|  | 17. Aum Phenkhem                    |  |  |  |  |  |  |  |  |  |  |  |  |  |  |  |
|  |                                     |  |  |  |  |  |  |  |  |  |  |  |  |  |  |  |
|  |                                     |  |  |  |  |  |  |  |  |  |  |  |  |  |  |  |
|  | 4. Sangay Tenzin                    |  |  |  |  |  |  |  |  |  |  |  |  |  |  |  |
|  |                                     |  |  |  |  |  |  |  |  |  |  |  |  |  |  |  |
|  |                                     |  |  |  |  |  |  |  |  |  |  |  |  |  |  |  |
|  | 9. Ngodrup Pem                      |  |  |  |  |  |  |  |  |  |  |  |  |  |  |  |
|  |                                     |  |  |  |  |  |  |  |  |  |  |  |  |  |  |  |
|  |                                     |  |  |  |  |  |  |  |  |  |  |  |  |  |  |  |
|  | 2. Yab Dasho Ugyen Dorji            |  |  |  |  |  |  |  |  |  |  |  |  |  |  |  |
|  |                                     |  |  |  |  |  |  |  |  |  |  |  |  |  |  |  |
|  |                                     |  |  |  |  |  |  |  |  |  |  |  |  |  |  |  |
|  | 20. Soenam Drubyel, IV Sersang Lama |  |  |  |  |  |  |  |  |  |  |  |  |  |  |  |
|  |                                     |  |  |  |  |  |  |  |  |  |  |  |  |  |  |  |
|  |                                     |  |  |  |  |  |  |  |  |  |  |  |  |  |  |  |
|  | 10. Gyeltshen Dorji, V Sersang Lama |  |  |  |  |  |  |  |  |  |  |  |  |  |  |  |
|  |                                     |  |  |  |  |  |  |  |  |  |  |  |  |  |  |  |
|  |                                     |  |  |  |  |  |  |  |  |  |  |  |  |  |  |  |
|  | 21. Sangay Droelma                  |  |  |  |  |  |  |  |  |  |  |  |  |  |  |  |
|  |                                     |  |  |  |  |  |  |  |  |  |  |  |  |  |  |  |
|  |                                     |  |  |  |  |  |  |  |  |  |  |  |  |  |  |  |
|  | 5. Dorji Om                         |  |  |  |  |  |  |  |  |  |  |  |  |  |  |  |
|  |                                     |  |  |  |  |  |  |  |  |  |  |  |  |  |  |  |
|  |                                     |  |  |  |  |  |  |  |  |  |  |  |  |  |  |  |
|  | 22. Yonten Phuntsho                 |  |  |  |  |  |  |  |  |  |  |  |  |  |  |  |
|  |                                     |  |  |  |  |  |  |  |  |  |  |  |  |  |  |  |
|  |                                     |  |  |  |  |  |  |  |  |  |  |  |  |  |  |  |
|  | 11. Abi Yum Yangchen Droelma        |  |  |  |  |  |  |  |  |  |  |  |  |  |  |  |
|  |                                     |  |  |  |  |  |  |  |  |  |  |  |  |  |  |  |
|  |                                     |  |  |  |  |  |  |  |  |  |  |  |  |  |  |  |
|  | 1. Sangay Choden                    |  |  |  |  |  |  |  |  |  |  |  |  |  |  |  |
|  |                                     |  |  |  |  |  |  |  |  |  |  |  |  |  |  |  |
|  |                                     |  |  |  |  |  |  |  |  |  |  |  |  |  |  |  |
|  | 6. Lopen Duba                       |  |  |  |  |  |  |  |  |  |  |  |  |  |  |  |
|  |                                     |  |  |  |  |  |  |  |  |  |  |  |  |  |  |  |
|  |                                     |  |  |  |  |  |  |  |  |  |  |  |  |  |  |  |
|  | 3. Yum Thuiji Zam                   |  |  |  |  |  |  |  |  |  |  |  |  |  |  |  |
|  |                                     |  |  |  |  |  |  |  |  |  |  |  |  |  |  |  |
|  |                                     |  |  |  |  |  |  |  |  |  |  |  |  |  |  |  |
|  | 7. Aum Ugay Dem                     |  |  |  |  |  |  |  |  |  |  |  |  |  |  |  |
|  |                                     |  |  |  |  |  |  |  |  |  |  |  |  |  |  |  |
|  |                                     |  |  |  |  |  |  |  |  |  |  |  |  |  |  |  |